# Югославия на летних Олимпийских играх 2000
Союзная Республика Югославия принимала участие в летних Олимпийских играх 2000 года в Сиднее (Австралия) во второй раз за свою историю и завоевала одну бронзовую, одну серебряную и одну золотую медали. Сборную страны представляли 109 спортсменов, в том числе 17 женщин.

## 01!Золото
- Волейбол, мужчины — Владимир Батез, Слободан Бошкан, Горан Вуевич, Игор Вушурович, Андрия Герич, Владимир Грбич, Никола Грбич, Слободан Ковач, Дьюла Мештер, Васа Миич, Иван Милькович, Велько Петкович.

## 02!Серебро
- Стрельба, женщины — Ясна Шекарич.

## 03!Бронза
- Водное поло, мужчины — Югослав Васович, Ненад Вуканич, Владимир Вуясинович, Виктор Еленич, Предраг Зимоньич, Данило Икодинович, Никола Куляча, Деян Савич, Петар Трбоевич, Велько Ускокович, Александар Чирич, Александар Шапич, Александар Шоштар.

## Результаты соревнований

### Академическая гребля
В следующий раунд из каждого заезда проходили несколько лучших экипажей (в зависимости от дисциплины). В финал A выходили 6 сильнейших экипажей, остальные разыгрывали места в утешительных финалах B-D.
Мужчины
| Соревнование | Спортсмены                   | Предварительный заезд | Предварительный заезд | Предварительный заезд | Отборочный заезд | Отборочный заезд | Отборочный заезд | Полуфинал | Полуфинал | Полуфинал | Финал   | Финал   | Итоговое место |
| Соревнование | Спортсмены                   | Заезд                 | Время                 | Место                 | Заезд            | Время            | Место            | Заезд     | Время     | Место     | Время   | Место   | Итоговое место |
| ------------ | ---------------------------- | --------------------- | --------------------- | --------------------- | ---------------- | ---------------- | ---------------- | --------- | --------- | --------- | ------- | ------- | -------------- |
| двойки       | Джордже Вишацки Никола Стоич | 2                     | 6:42,62               | 1 Q                   | не участвовали   | не участвовали   | не участвовали   | 2         | 6:34,93   | 2 Q       | Финал A | Финал A | 5              |
| двойки       | Джордже Вишацки Никола Стоич | 2                     | 6:42,62               | 1 Q                   | не участвовали   | не участвовали   | не участвовали   | 2         | 6:34,93   | 2 Q       | 6:38,70 | 5       | 5              |

### Плавание
В следующий раунд на каждой дистанции проходили лучшие спортсмены по времени, независимо от места занятого в своём заплыве.
Мужчины
| Спортсмен      | Соревнование        | Предварительные заплывы | Предварительные заплывы | Полуфиналы | Полуфиналы | Финал     | Финал     |
| Спортсмен      | Соревнование        | Результат               | Место                   | Результат  | Место      | Результат | Место     |
| -------------- | ------------------- | ----------------------- | ----------------------- | ---------- | ---------- | --------- | --------- |
| Никола Калабич | 200 м вольный стиль | 1:54,75                 | 41                      | Не прошёл  | Не прошёл  | Не прошёл | Не прошёл |
| Милорад Чавич  | 100 м на спине      | 58,25                   | 42                      | Не прошёл  | Не прошёл  | Не прошёл | Не прошёл |
| Никола Савчич  | 100 м брасс         | 1:04,64                 | 42                      | Не прошёл  | Не прошёл  | Не прошёл | Не прошёл |

Женщины
| Спортсменка        | Соревнование   | Предварительные заплывы | Предварительные заплывы | Полуфиналы | Полуфиналы | Финал     | Финал     |
| Спортсменка        | Соревнование   | Результат               | Место                   | Результат  | Место      | Результат | Место     |
| ------------------ | -------------- | ----------------------- | ----------------------- | ---------- | ---------- | --------- | --------- |
| Марика Стражмештер | 100 м на спине | 1:07,21                 | 41                      | Не прошла  | Не прошла  | Не прошла | Не прошла |

### Стрельба
Спортсменов — 3
После квалификации лучшие спортсмены по очкам проходили в финал, где продолжали с очками, набранными в квалификации. В некоторых дисциплинах квалификация не проводилась. Там спортсмены выявляли сильнейшего в один раунд.
Женщины
| Спортсмен         | Соревнование   | Квалификация | Место | Финал     | Место     | Всего | Место |
| ----------------- | -------------- | ------------ | ----- | --------- | --------- | ----- | ----- |
| Аранка Биндер     | Винтовка, 10 м | 392          | 15    | Не прошла | Не прошла | 392   | 15    |
| Александра Ивошев | Винтовка, 10 м | 391          | 20    | Не прошла | Не прошла | 391   | 20    |
| Ясна Шекарич      | Пистолет, 10 м | 395          | 2     | 98,5      | 4         | 486,5 | 2     |

### Фехтование
Спортсменов — 1
В индивидуальных соревнованиях спортсмены сражаются три раунда по три минуты, либо до того момента, как один из спортсменов нанесёт 15 уколов. В командных соревнованиях поединок идёт 9 раундов по 4 минуты каждый, либо до 45 уколов. Если по окончании времени в поединке зафиксирован ничейный результат, то назначается дополнительная минута до «золотого» укола.
Женщины
| Соревнование         | Спортсмены        | 1/32 финала                         | 1/16 финала                               | 1/8 финала            | Четвертьфиналы        | Полуфиналы            | Финал матч за 3-е место | Место |
| Соревнование         | Спортсмены        | Соперник Результат                  | Соперник Результат                        | Соперник Результат    | Соперник Результат    | Соперник Результат    | Соперник Результат      | Место |
| -------------------- | ----------------- | ----------------------------------- | ----------------------------------------- | --------------------- | --------------------- | --------------------- | ----------------------- | ----- |
| Индивидуальная шпага | Тамара Сотра (31) | Сильвия Лесоил (NOR) (34) поб. 15:8 | Лора Флессель-Коловиц (FRA) (2) пор. 9:15 | Завершила выступление | Завершила выступление | Завершила выступление | Завершила выступление   | 31    |